# The Tornadoes
Pour le groupe de rock instrumental britannique, voir The Tornados.
The Tornadoes est un groupe américain de surf rock originaire de Redlands (Californie) et formé en 1960.

## Biographie
Le groupe est formé à l'origine par les deux frères Norman et Gerald Sanders, leur cousin Jesse Sanders et leur ami Leonard Delaney sous le nom The Vaqueros. Rebaptisé The Tornadoes après l'arrivée du saxophoniste George White, il devient célèbre en 1962 avec Bustin' Surfboards, un single instrumental de surf rock. Après ce succès, ils sortent encore quelques singles, dont certains sous le nom The Hollywood Tornadoes pour éviter la confusion avec le groupe anglais The Tornados, et un album studio nommé lui aussi Bustin' Surfboards (1963) avant de tomber dans l'oubli.
Ils connaissent un regain de popularité après l'utilisation de leur single phare dans la musique du film Pulp Fiction (1994) et sortent alors un nouvel album, Bustin' Surfboards 98 (1998), ainsi qu'une compilation, Now and Then (2005).

## Discographie

### Albums
- Bustin' Surfboards (1963)
- Bustin' Surfboards 98 (1998)
- Now and Then (2005)